# Museu da Chapelaria
O Museu da Chapelaria foi inaugurado a 22 de Junho de 2005 pelo Presidente da República Jorge Sampaio e localiza-se em São João da Madeira, na rua Oliveira Júnior. É o único museu da Península Ibérica dedicado ao fabrico do chapéu. Integra a Rede Portuguesa de Museus e é um dos principais ícones culturais de São João da Madeira.
Ocupa o que resta daquele que foi o edifício mais importante da indústria do chapéu em Portugal, a Empresa Industrial de Chapelaria Lda. Fundada em 1914, por António José de Oliveira Júnior, era na altura a maior fábrica da Península Ibérica. Acompanhou toda a história da indústria da chapelaria em Portugal, desde a sua mecanização no início do século XX, o seu apogeu na década de 40, até ao progressivo declínio a partir da década de 50. Acabaria por encerrar em 1995, tendo o edifício sido adquirido pela Câmara Municipal para implementar o projecto do museu já existente.
O Museu da Chapelaria aloja o espólio da Empresa Industrial de Chapelaria Lda., bem como de outras empresas de chapelaria de São João da Madeira, o principal centro da produção de chapéus em Portugal. A exposição permanente contém inúmeras máquinas e ferramentas industriais utilizadas no fabrico dos chapéus, registos testemunhais dos operários de chapelaria, bem como uma colecção de chapéus. Está dividido em várias áreas especializadas nas diferentes fases do fabrico dos chapéus, onde é possível ouvir os sons das máquinas como se estivessem a funcionar.

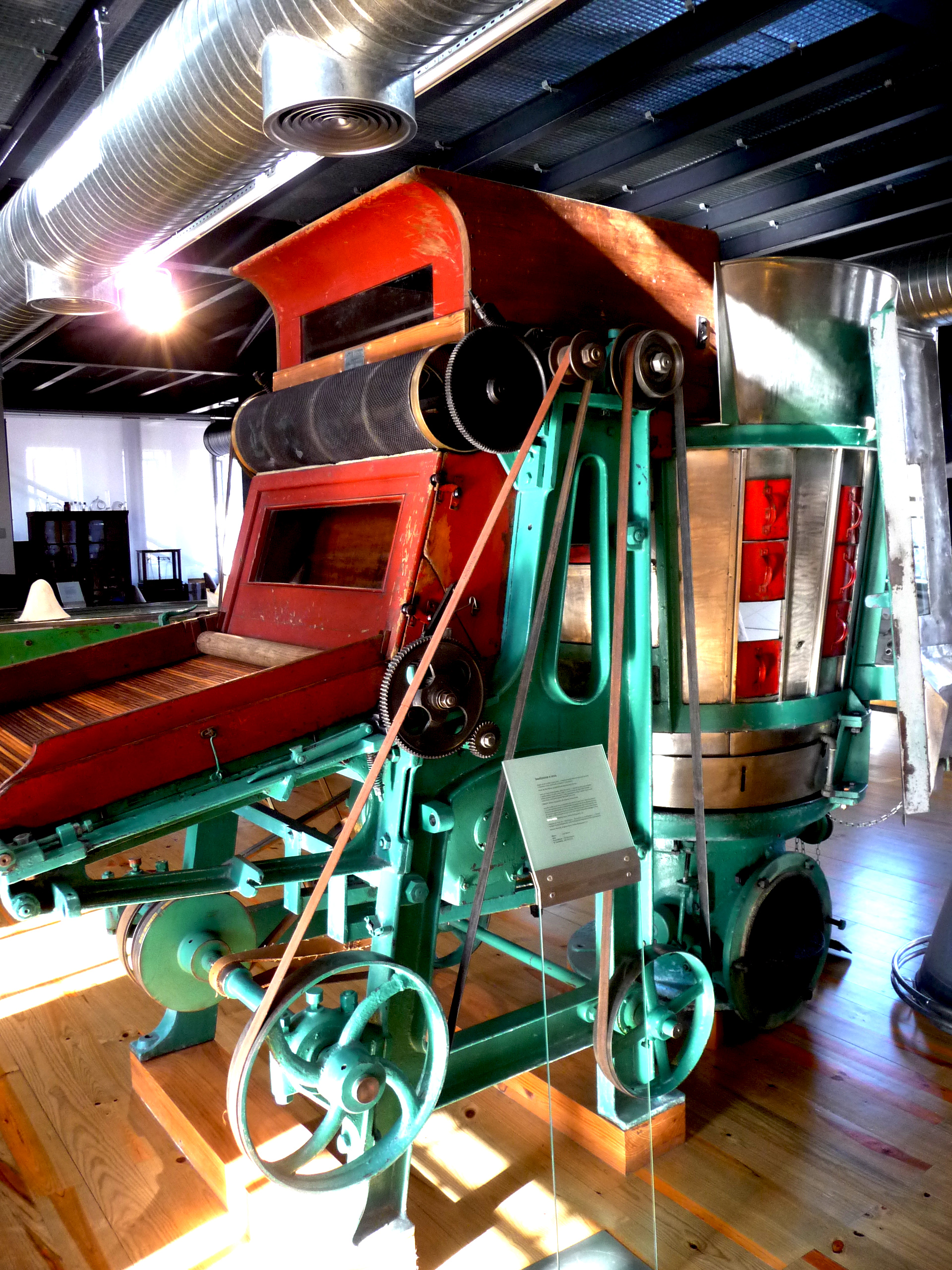
Máquina industrial dos inícios do século XX

Contém também uma zona de exposições temporárias, de dedicação temática. Na parte internacional, tem chapéus representativos dos vários continentes, como os chapéus típicos e tradicionais do México, China, Japão, dos oficiais da URSS e até um chapéu de cowboy que alegadamente foi feito para a famosa série de televisão Dallas.
O pátio do museu contém o monumento Unhas Negras, expressão que durante muitas décadas foi sinónimo de chapeleiro, pelo facto destes, em consequência do trabalho em caldeiras de vapores designadas de fulas, ficarem com as unhas deterioradas e tingidas de preto. A expressão acabaria por se generalizar, perpetuada no romance com o mesmo nome do escritor João da Silva Correia, chegando a ser usada na região para designar, durante várias décadas, "todos os habitantes de São João da Madeira".
O museu é completado por loja oficial, auditório com 105 lugares, centro de documentação e investigação, sala lúdica e restaurante.
Em 2005, foi distinguido com prémio de mérito, pela Associação Portuguesa de Museologia, no âmbito do prémio "Melhor Museu Português".
Em 2010, volta a ser distinguido, pela Associação Portuguesa de Museologia, com Menção Honrosa na categoria de "Melhor Serviço de Extensão Cultural", sendo assim distinguido o dinamismo didáctico e pedagógico realizado pelo Serviço Educativo do Museu.

## Os primeiros 10 anos
Nos primeiros 10 anos (comemorados em 22 de junho de 2015) o museu recebeu mais de 210.000 visitantes, 87 exposições e 19.000 peças doadas por 130 cidadãos.
Dos mais de 210.000 visitantes que o museu recebeu 58.000 deslocaram-se ao local em contexto escolar e 46.000 a título individual. Os visitantes estrangeiros foram cerca de 2.700, na sua maioria integrados em comitivas empresariais ou em deslocações autónomas a partir do Porto.
Quanto acervo, aos milhares de peças que viabilizaram a sua abertura ao público em 2005 acrescentaram-se entretanto mais 19.000 artigos, entre os quais 15.000 documentos, 2.054 chapéus, 1.800 peças técnicas, como máquinas, ferramentas e material de laboratório, 170 matérias-primas e 68 peças de vestuário e acessórios de moda.